# 야히코역
야히코역(일본어: 弥彦駅)은 일본 니가타현 니시칸바라군 야히코촌에 위치한 동일본 여객철도 야히코 선의 철도역이다. 단선 승강장 1면 1선의 구조를 갖춘 지상역이다. 야히코 선의 기점이며, 야히코 신사와 가장 가까운 역이기도 하다.

## 이용 현황
| 승차 인원 추이 | 승차 인원 추이 |
| 연도           | 1일 평균       |
| -------------- | -------------- |
| 2000           | 344            |
| 2001           | 334            |
| 2002           | 306            |
| 2003           | 304            |
| 2004           | 278            |
| 2005           | 292            |
| 2006           | 297            |
| 2007           | 275            |
| 2008           | 279            |
| 2009           | 268            |
| 2010           | 268            |
| 2011           | 249            |
| 2012           | 245            |
| 2013           | 251            |
| 2014           | 259            |
| 2015           | 252            |

## 역 주변
- 야히코 신사
- 야히코 온천
- 야히코 경륜장
- 야히코 공원
- 야히코 종합 예술회관
- 야히코 산
- 야히코노오카 미술관

## 역사
- 1916년 10월 16일 : 에치고 철도 · 당 역 - 니시요시다 역 간 개통과 동시에 개설.
- 1927년 10월 1일 : 에치고 철도가 국유화되어, 관설 철도의 역이 됨.
- 1960년 7월 25일 : 화물 취급 폐지.
- 1987년 4월 1일 : 일본국유철도 분할 민영화에 의해, 동일본 여객철도가 승계.
- 1997년 1월 29일 : 미도리노마도구치 설치.
- 2008년 3월 15일 : IC 카드 Suica 사용 개시.
- 2013년 9월 11일 : 역사 리뉴얼 단장 완료.

## 인접 역
| 동일본 여객철도 야히코 선 | 동일본 여객철도 야히코 선 | 동일본 여객철도 야히코 선 |
| ------------------------- | ------------------------- | ------------------------- |
| 시·종착역                 | ■ 야히코 선               | 야하기 히가시산조 방면    |